# Rodolfo das Mercês de Oliveira Pena
Rodolfo das Mercês de Oliveira Pena (* 24. September 1890 in Congonhas, Minas Gerais, Brasilien; † 24. Januar 1975) war ein brasilianischer Geistlicher und römisch-katholischer Bischof von Valença.

## Leben
Rodolfo das Mercês de Oliveira Pena empfing am 14. April 1914 das Sakrament der Priesterweihe.
Am 8. Juni 1935 ernannte ihn Papst Pius XI. zum Bischof von Barra. Der Erzbischof von Mariana, Helvécio Gomes de Oliveira SDB, spendete ihm am 8. September desselben Jahres die Bischofsweihe; Mitkonsekratoren waren der Weihbischof in Diamantina, Carlos Carmelo de Vasconcelos Motta, und der Bischof von Caratinga, José Maria Parreira Lara.
Papst Pius XII. ernannte ihn am 3. Januar 1942 zum Bischof von Valença. Am 9. Dezember 1960 nahm Papst Johannes XXIII. das von Rodolfo das Mercés de Oliveira Pena vorgebrachte Rücktrittsgesuch an und ernannte ihn zum Titularbischof von Apollonis. Oliveira Pena verzichtete am 14. Dezember 1970 auf das Titularbistum Apollonis.